# Wesson
Wesson è una città (town) degli Stati Uniti d'America, situata nella contea di Copiah, nello Stato del Mississippi.